# Ney Franco
Ney Franco da Silveira Júnior, genannt Ney Franco (* 22. Juli 1966 in Caratinga) ist ein brasilianischer Fußballtrainer.

## Karriere
1990 begann Franco seine Trainertätigkeit im Nachwuchsbereich von Atlético Mineiro in Belo Horizonte. 1993 wechselte er zum Lokalrivalen Cruzeiro EC, ebenfalls als Nachwuchstrainer. Er blieb bei dem Klub bis Jahresende 2004. In dieser Zeit bekam er mehrmals die Gelegenheit den Profikader interimsweise in Pflichtspielen zu betreuen. 2002 in einem Spiel und 2004 in sieben.
Zur Saison 2005 wurde Franco vom Ipatinga FC als Cheftrainer verpflichtet. In der Gruppenphase der Staatsmeisterschaft von Minas Gerais führte er die Mannschaft auf den zweiten Platz. Im Halbfinale dann der UR Trabalhadores mit 4:0 und 2:2 geschlagen. In den Finalspielen am 10. und 17. April war sein alter Klub Cruzeiro der Gegner. Zuhause konnte gegen den in der Série A 2005 spielenden Cruzeiro ein 1:1-Unentschieden erreicht werden. Zum Vergleich, Ipatinga trat 2005 in der Série C, der dritten Liga, an. Im Rückspiel bei diesem führte Ipatinga schnell durch Tore von Léo Medeiros in der fünften Minute und William Machado in der 15. Cruzeiro gelang in erst in der 88. Minute der Anschlusstreffer durch Fred. Kurz danach endete die Partie und Ipatinga konnte seinen ersten Titel in der Staatsmeisterschaft gewinnen. Nach Beendigung der Staatsmeisterschaft 2006 hieß die Finalpaarung wieder Ipatinga gegen Cruzeiro. Die Treffen Ende März und Anfang April gingen dieses Mal mit dem besseren Ende für Cruzeiro aus (1:1, 0:1). Parallel wurde die Copa do Brasil, der nationale Pokalwettbewerb ausgetragen. Zur selben Zeit hatte Franco den Klub im Copa do Brasil 2006, dem nationalen Pokalwettbewerb, bis ins Halbfinale geführt. In diesen traf man am 10. und 18. Mai auf CR Flamengo. Die Entscheidung fiel zu Gunsten Flamengos aus (1:1 und 1:2).
Kurz darauf verließ Franco Ipatinga. Nur vier Tage nach dem Halbfinalrückspiel hatte er aus Rio de Janeiro vom Série A Klub Flamengo ein Angebot erhalten. Hier löste er Waldemar Lemos ab, welcher nach einer 2:1-Niederlage gegen Cruzeiro am siebten Spieltag entlassen worden war. Seinen Einstand bei Flamengo gab Franco am 24. Mai. Der Klub empfing den FC Santos. Die Mannschaft erreichte en 2:2-Unentschieden. Im Juli standen dann die Finalspiele im Copa do Brasil an. Beide Spiele gegen den Lokalrivalen CR Vasco da Gama fanden im Maracanã statt. Aus das Hinspiel am 19. Juli ging Flamengo mit 2:0 als Sieger hervor und auch das zweite Treffen konnte der Klub mit 1:0 für sich entscheiden. Es war Flamengos zweiter Pokalgewinn nach 1990. Der Start in die Saison 2007 war für Franco weiter von Erfolg geprägt. Zunächst gewann Flamengo die Taça Guanabara und dann die Staatsmeisterschaft von Rio de Janeiro. Am 29. Juli wurde ihm nach einem 2:2 beim SC Corinthians am 15. Spieltag der Série A 2007 gekündigt. Der Klub lag zu dem Zeitpunkt auf dem elften Platz.
Am 20. August 2007 gab Flamengos Ligakonkurrent Atlético Paranaense bekannt, Franco als neuen Cheftrainer verpflichtet zu haben. Der Klub lag nach dem 20. Spieltag auf dem 17. Platz, einem der vier Abstiegsplätze, und hatte Antônio Lopes dos Santos zuvor entlassen. Am Ende der Meisterschaft im Dezember belegte Altético mit einem Punkt Vorsprung den zwölften Rang und sicherte sich damit die Teilnahme an der Copa Sudamericana 2008. Aufgrund der guten Leistungen hatte er bereits im November eine Vertragsverlängerung bis Jahresende 2008 erhalte. Nachdem Franco mit Atlético Anfang Mai das Finale der Staatsmeisterschaft von Paraná gegen Coritiba FC mit 0:2 und 2:1 verloren hatte, wurde ihm nach dem ersten Spieltag der Série A 2008 Anfang Mai gekündigt.
Im Juli 2008 stellte der Série-A-Klub Botafogo FR Franco als neuen Trainer vor. Dieser hatte Eugênio Machado Souto entlassen, welcher im September bei Atlético Paranaense anheuerte. Die Série A schloss Franco mit Botafogo auf dem siebten Platz. In der Staatsmeisterschaft 2009 erreichte man das Finale in der Taça Guanabara, in welchem der Resende FC mit 3:0 geschlagen werden konnte. Auch das Finale des Taça Rio erreichte der Klub. Hier unterlag man Flamengo mit 0:1. Die Finals des Guanabara Siegers gegen den Taça Rio Sieger, konnte wieder Flamengo, nach 2:2 in beiden Partien, mit 4:2 im Elfmeterschießen für sich entscheiden. In der Série A 2009 konnte sich Franco bis zum 18. Spieltag halten. Dann wurde ihm im August wegen Erfolglosigkeit nach einer 0:1-Heimspielniederlage gegen Atlético Paranaense gekündigt. Wenige Wochen vor seiner Entlassung veröffentlichte Ney bei einem Auftritt in der Sendung Bem, Amigos!  offiziell seinen Song „Tava Na Beira do Caos“, der viele der Druckmomente als Trainer zum Ausdruck brachte. Die Musik war bereits seit Beginn seiner Trainerlaufbahn ein Ventil zur Entspannung.
Keine 24 Stunden später hatte Franco ein neues Engagement. Der Coritiba FC nahm ihn unter Vertrag. Am Ende der Série A belegte Coritiba einen Abstiegsplatz in die Série B. Trotzdem konnte Franco seinen Posten behalten. In der Staatsmeisterschaft von Paraná 2010 führte er die Mannschaft zum Titelgewinn.
Auf Vorschlag von Nationaltrainer Mano Menezes erhielt Franco im September 2010 seine Berufung zum Koordinator der Jugendnationalmannschaften und Trainer der U20 Brasiliens. Zeitgleich arbeitete er bis Jahresende bei Coritiba weiter. In der Série B 2010 erreichte er mit dem Klub den direkten Wiederaufstieg als Meister der Liga.
Anfang des Jahres 2011 reiste Franco mit U20-Nationalmannschaft zur U-20-Fußball-Südamerikameisterschaft 2011. Die Mannschaft um ihren Starspieler Neymar konnte das Turnier gewinnen und qualifizierte sich damit für die U-20-Fußball-Weltmeisterschaft 2011 und die Olympischen Spielen 2012 in London. Bei der WM in Kolumbien führte Franco die Auswahl ins Finale. Hier traf diese auf die Portugals. In der Partie am 20. August 2011 in Bogotá gewann Brasilien mit 3:2 in der Verlängerung.
Zu den Olympischen Spielen reiste Franco dann nicht mehr mit der Mannschaft. Er hatte kurz zuvor Anfang Juli 2012 ein Angebot des FC São Paulo angenommen, diesen bis Ende des Jahres 2013 zu betreuen. Hier ersetzte den vorzeitig entlassenen Émerson Leão. In der Copa Sudamericana 2012 führte Franco den Klub bis in die Finalspiele im Dezember. Das Hinspiel am 5. Dezember beim CA Tigre in Buenos Aires endete 0:0. Das Rückspiel wurde in der Halbzeitpause beim Stand von 2:0 für São Paulo abgebrochen. Grund hierfür waren Schlägereien der Spieler auf dem Feld und später in den Umkleidekabinen. Néstor Gorosito, Trainer von Tigre, beschuldigte außerdem die brasilianischen Polizisten, die die Situation entschärfen sollten, seine Spieler geschlagen und mit Waffen bedroht zu haben. Tigre weigerte sich dann zur zweiten Halbzeit anzutreten. Das Spiel wurde trotz Proteste von der CONMEBOL zugunsten des FC São Paulo gewertet. In der Série A 2012 erreichte Franco mit dem Klub den vierten Platz und damit die Teilnahme an der ersten Runde der Copa Libertadores 2013. In dieser erreichte São Paulo das Achtelfinale. In diesen traf man auf Atlético Mineiro aus der eigenen Liga. Beide Spiele verloren gingen verloren (1:2, 1:4). Als Copa Sudamericana Sieger trat São Paulo Anfang Juli in der Recopa Sudamericana gegen den SC Corinthians an. Der Klub hatte die Copa Libertadores 2012 gewonnen. In der Recopa Sudamericana 2013 fand das Hinspiel am 3. Juli bei São Paulo im Estádio do Morumbi statt. Dieses ging gegen den Lokalrivalen mit 1:2 verloren. Franco erhielt daraufhin seine Entlassung.
Am 2. September 2013 wurde Franco Trainer des Aufsteigers EC Vitória. Seitdem hatte Franco keine längerfristigen Anstellungen mehr und die Pausen zwischen diesen wurden größer, auch weitere Erfolge waren ihm nicht beschieden.

## Erfolge
U20-Nationalmannschaft
- U-20-Fußball-Südamerikameisterschaft: 2011
- U-20-Fußball-Weltmeisterschaft: 2011

Ipatinga
- Staatsmeisterschaft von Minas Gerais: 2005

Flamengo
- Copa do Brasil: 2006
- Taça Guanabara: 2007
- Staatsmeisterschaft von Rio de Janeiro: 2007

Botafogo
- Taça Guanabara: 2009

Coritiba
- Staatsmeisterschaft von Paraná: 2010
- Série B: 2010

São Paulo
- Copa Sudamericana: 2012